# Bellevigny
Bellevigny is een gemeente in het Franse departement Vendée (regio Pays de la Loire). De plaats maakt deel uit van het arrondissement La Roche-sur-Yon. Bellevigny is op 1 januari 2016 ontstaan door de fusie van de gemeenten Belleville-sur-Vie en Saligny.

## Geografie

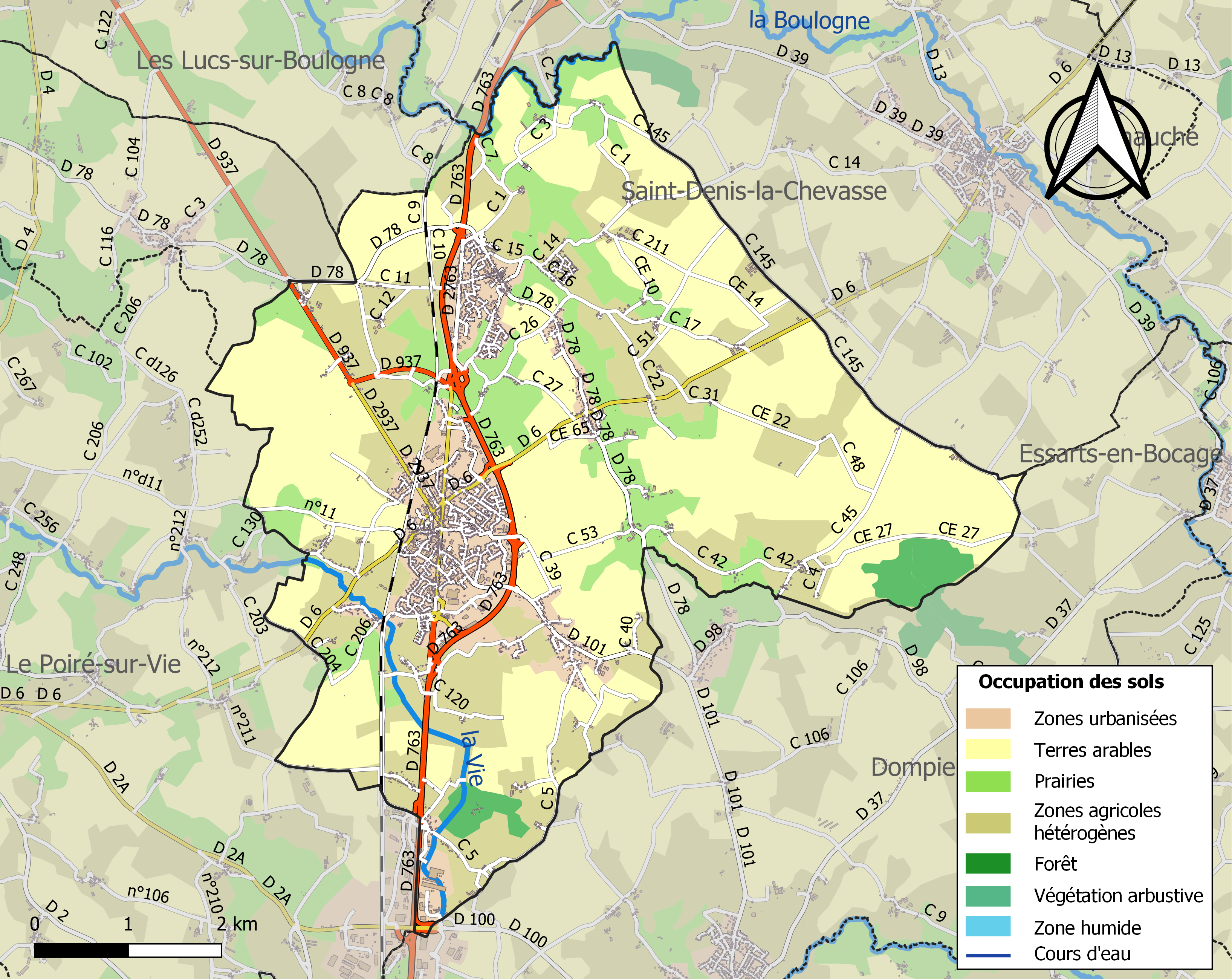
Kaart van de gemeente met de belangrijkste infrastructuur, bodemgebruik en omliggende gemeenten